# Лиса (гора)
Ли́са, или Лы́сая гора́ (чеш. Lysá hora — «Лысая гора», сил. Gigula) — самая высокая гора Моравско-Силезских Бескид в Чехии. Высота над уровнем моря — 1323 метров. Популярна среди любителей активного отдыха, в зимнее время работает горнолыжный курорт.
С 1897 года на горе установлен метеорологический пост. В 1954 году Чешский гидрометеорологический институт выстроил новое здание метеостанции. В 1980 году на горе установлен телевизионный ретранслятор.

## Иллюстрации

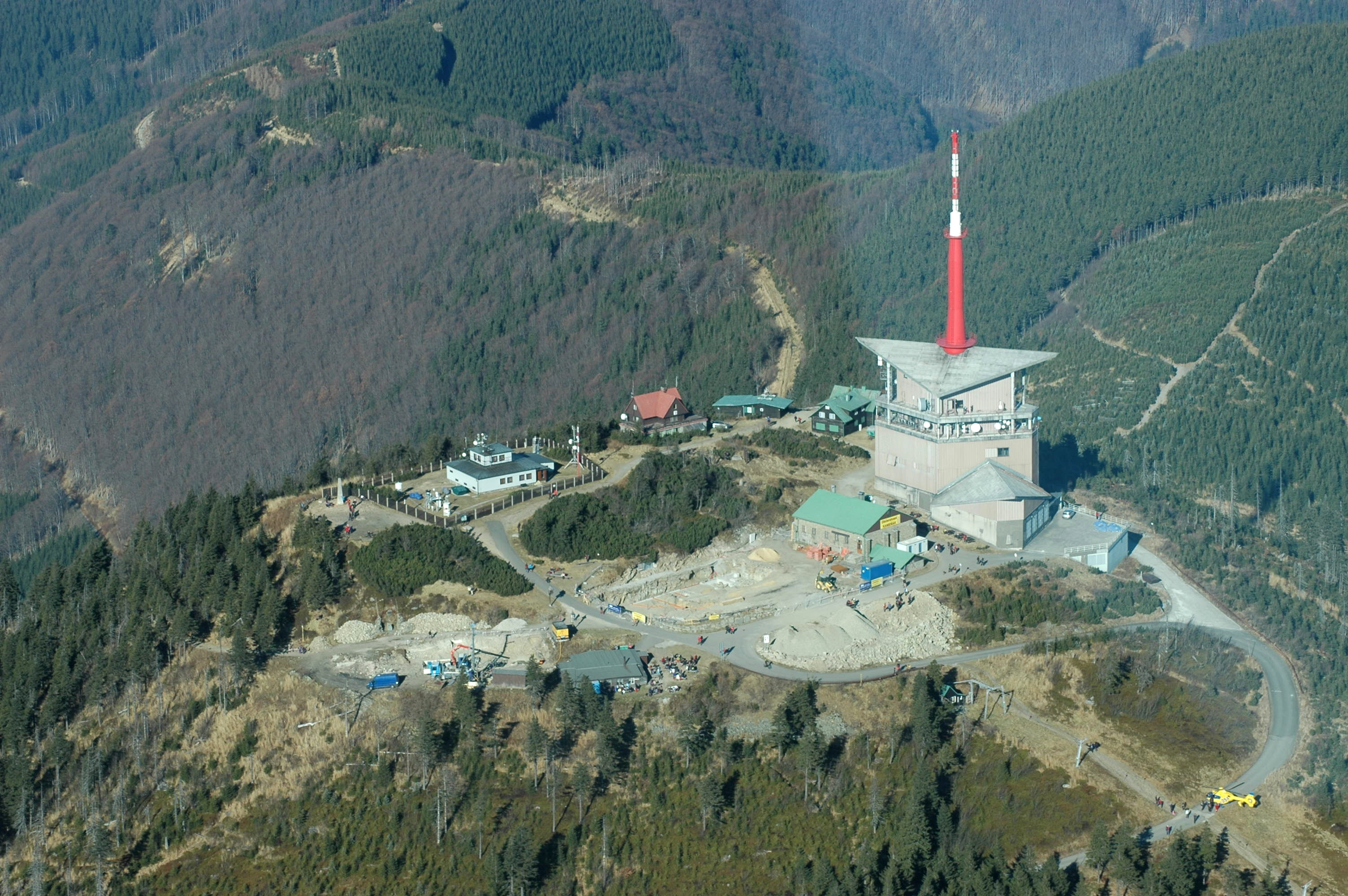
Вершина горы
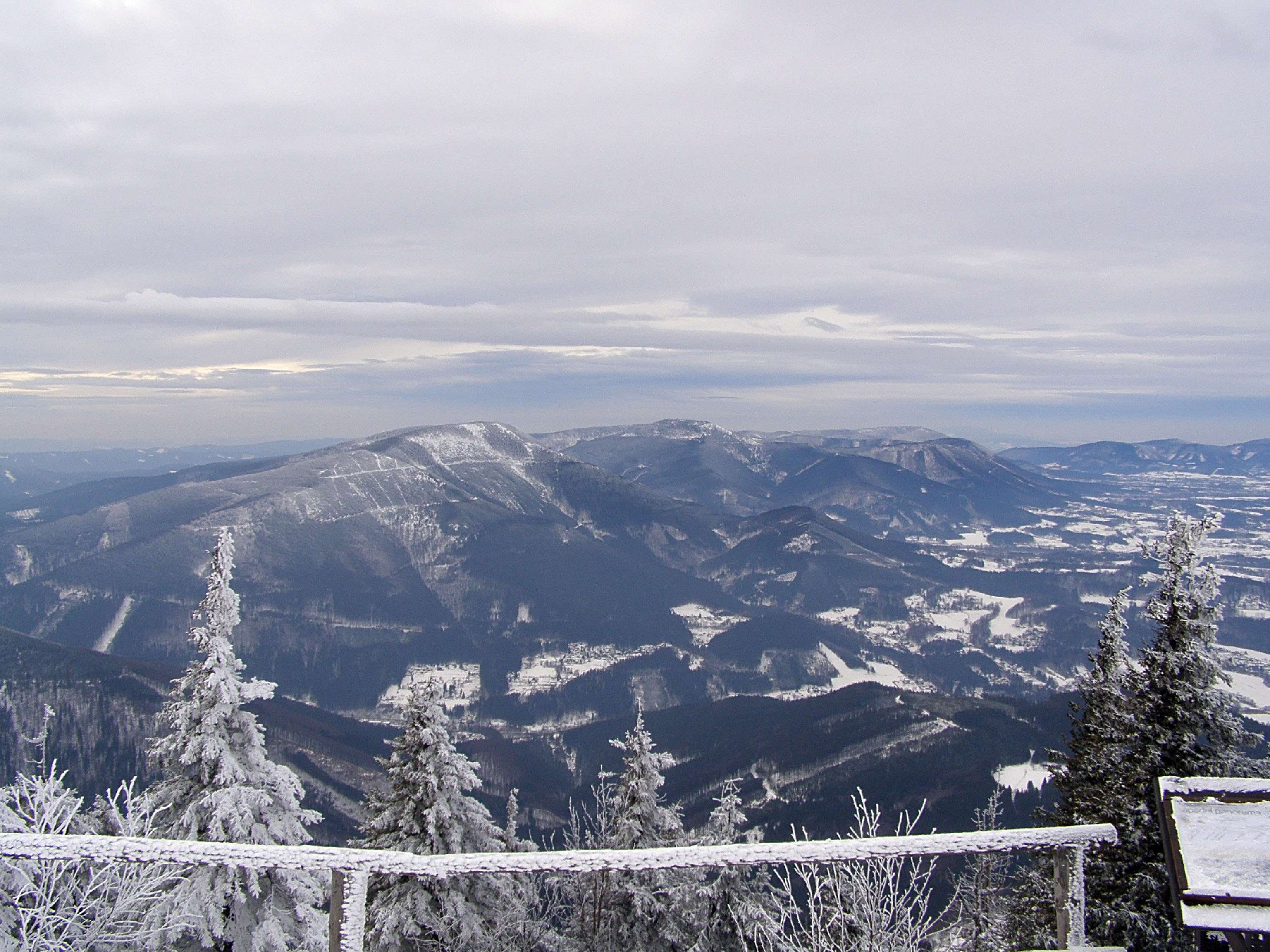
Вид с вершины горы на юго-запад
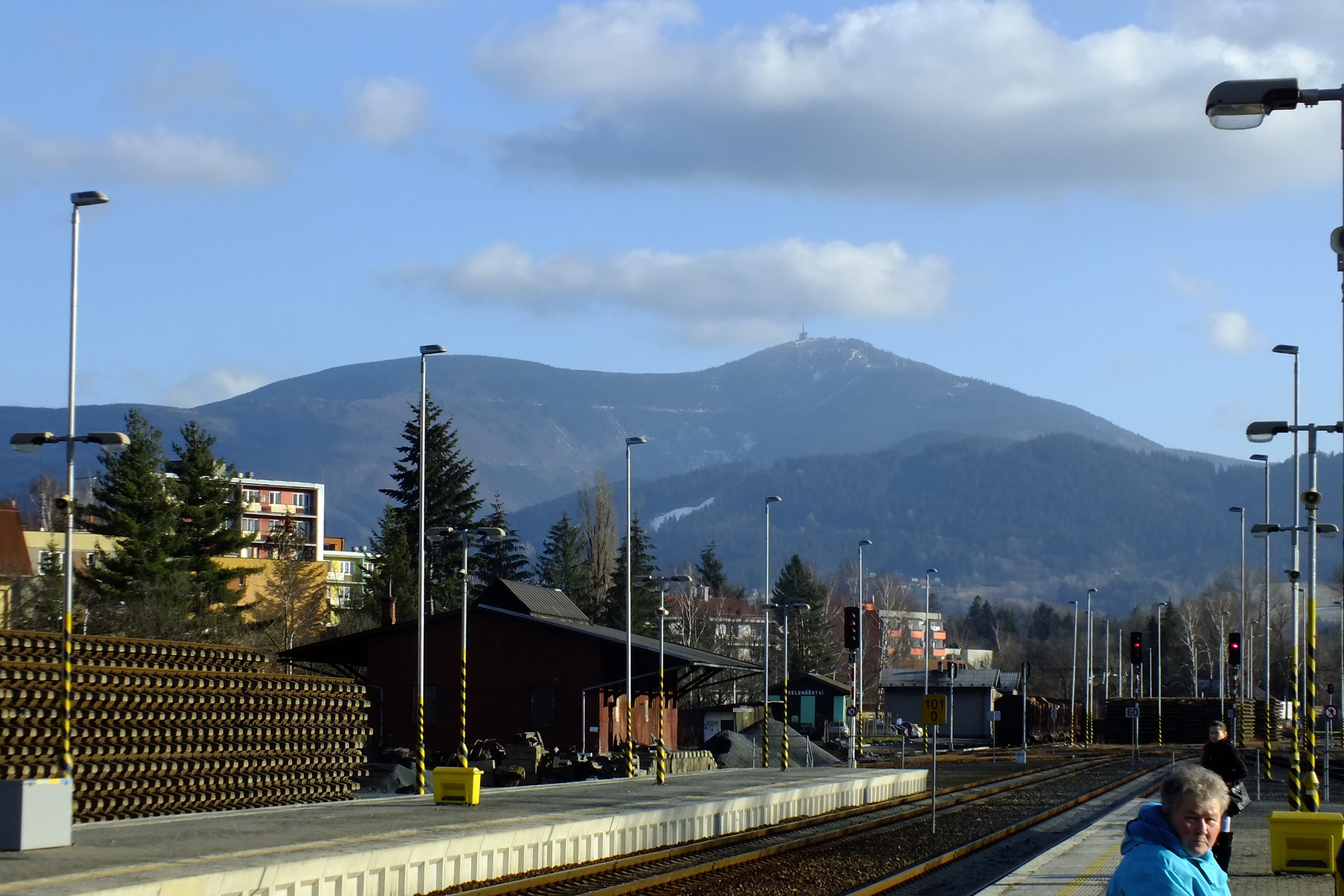
Вид на гору